# Kwark dolny
Kwark dolny (ang. down, oznaczenie d) –  jeden z kwarków, cząstka będąca podstawowym budulcem materii. Wchodzi w skład protonu i neutronu. 
Istnienie kwarka dolnego było postulowane w 1964 przez Gell-Manna i Zweiga, został zaobserwowany w roku 1968. 
Parametry kwarka d:
- masa: 4 do 8 MeV/c²[2]
- ładunek elektryczny: -1/3 e
- izospin: -1/2 (trzecia składowa)
- spin: 1/2
- liczba barionowa: 1/3

Kwark d ma stosunkowo małą masę, tylko kwark u jest od niego lżejszy.